# الدعارة في نيكاراغوا

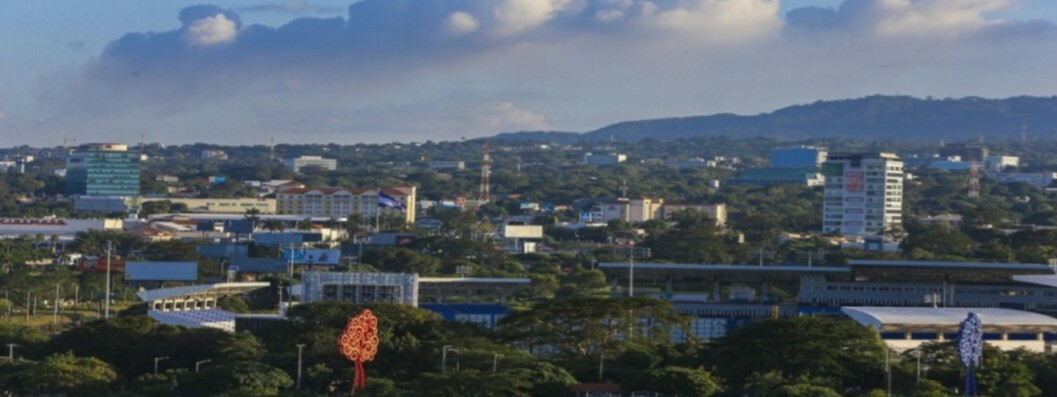
مجموعة من المواقع الهامة في ماناغوا، عاصمة جمهورية نيكاراغوا

الدعارة في نيكاراغوا قانونية، لكن الترويج للدعارة والقوادة أنشطة محظورة. السن الأدنى للبغاء هو 18 عامًا.
تشير التقديرات في عام 2015 إلى وجود حوالي 15000 عاهرة في البلاد.